# Weilheim in Oberbayern
Weilheim in Oberbayern, Weilheim i.OB – miasto powiatowe w Niemczech, w kraju związkowym Bawaria, w rejencji Górna Bawaria, w regionie Oberland, siedziba powiatu Weilheim-Schongau. Leży około 45 km na południowy zachód od Monachium, nad rzeką Amper, przy drodze B2 i liniach kolejowych (Weilheim in Oberbayern – Landsberg am Lech/Mering - Augsburg i Monachium - Innsbruck.

## Demografia
Dane o ludności z 31 grudnia 2008:
| Opis                                | Ogółem | Ogółem | Kobiety | Kobiety | Mężczyźni | Mężczyźni |
| ----------------------------------- | ------ | ------ | ------- | ------- | --------- | --------- |
| Jednostka                           | osób   | %      | osób    | %       | osób      | %         |
| Populacja                           | 21 574 | 100    | 11 190  | 51,87   | 10 384    | 48,13     |
| Wiek przedprodukcyjny (0–17 lat)    | 3969   | 18,4   | 1935    | 8,97    | 2034      | 9,43      |
| Wiek produkcyjny (18–65 lat)        | 13 026 | 60,38  | 6611    | 30,64   | 6415      | 29,73     |
| Wiek poprodukcyjny (powyżej 65 lat) | 4579   | 21,22  | 2644    | 12,26   | 1935      | 8,97      |

## Polityka
Burmistrzem miasta jest Markus Loth, rada miejska składa się z 30 osób.
|      | CSU | SPD | Zieloni | BP/UWV | BfW | FDP | Razem |
| 2008 | 9   | 4   | 2       | 1      | 13  | 1   | 30    |
| 2002 | 14  | 5   | 2       | 1      | 8   | -   | 30    |